# Marie Henein
Pour les articles homonymes, voir Henein.
Marie Henein (née en 1966) est une avocate de la défense canadienne.

## Biographie
Née au Caire en Égypte, elle grandit dans un milieu libanais-maronite. La famille déménage brièvement à Vancouver avant de retourner moins d'un an plus tard au Liban et de s'installer définitivement par la suite à Toronto.
Elle étudie d'abord au St. Joseph's Morrow Park Catholic Secondary School (en) et ensuite complète un Bachelor of Laws (LL.B.) à la Osgoode Hall Law School de l'Université York. Durant ses études, elle fait un stage avec l'éminent avocat de la défense de causes criminelles, Edward Greenspan (en). En 1991, elle complète un Master of Laws (LL.M.) à la Columbia Law School de New York. Elle est admise au barreau en 1992.

## Carrière
Réembauché par la firme d'Edward Greenspan, elle travaille précédemment avec Marc Rosenberg (en), partenaire de ce dernier. Nommée partenaire de la firme en 1998, elle quitte en 2002 pour ouvrir Henein and Associates. La firme devient Henein Hutchinson LLP après l'association avec l'ancien procureur de la couronne Scott Hutchison.
Durant sa carrière, Henein se développe à travers Toronto une réputation d'avocate criminelle respectée et redoutable du pays. Le National Post la nomme avocate de la défense la plus en vue au pays (most high profile criminal defence lawyer in the country). En 2011, Canadian Lawyer l'inscrit dans une liste des 25 personnes ayant le plus d'influence.

## Causes célèbres
- En 1998, elle défend avec Greenspan, le premier ministre de Nouvelle-Écosse, Gerald Regan, accusé d'inconduite sexuelle. La Cour suprême du Canada rejette initialement la cause, mais il sera ultimement acquitté de toutes les charges[4],[7]

- Durant la première cause défendue par sa firme, elle représente Daniel Weiz accusé du meurtre de Dmitri Baranovski, battu à mort en 1999. Weiz sera acquitté de toutes les charges[5].

- En 2008, elle défend l'agent de joueur de hockey sur glace David Frost (en) qui sera acquitté des charges d'exploitation sexuelle[5].

- En 2009, elle représente Marvin Sazant, un médecin de Toronto accusé d'avoir ligoté et forcé de  jeunes garçons à avoir des rapports sexuels avec lui. Le Collège des médecins et chirurgiens de l'Ontario (en) révoque le droit de pratique de Sazant en alléguant que trois des quatre causes avaient été prouvées[8],[9]

- En 2010, elle défend l'ancien procureur général Michael Bryant (en) accusé de conduite dangereuse causant la mort d'un cycliste. Bryant sera acquitté des charges retenu contre lui[7],[10]

- En 2011, elle représente John Magno accusé d'avoir causé l'incendie le plus important (en) de l'histoire de Toronto nécessitant l'intervention de 170 pompiers et l'évacuation de 50 résidences. Magno reçu une sentence de 12 ans pour pyromanie causant la mort

- En novembre 2014, elle défend l'animateur de la CBC Jian Ghomeshi pour le défendre contre les charges d'agressions sexuelles retenues contre lui. Gomeshi sera acquitté en mars 2016[11],[12],[13].